# Kanonbåden Hauch
Kanonbåden Hauch var et dansk krigsskib, der blev søsat i 1862 og hejste kommando det følgende år. Hauch blev bygget på Orlogsværftet i København. Det var opkaldt efter søofficeren Jens Erik Hauch, der døde i slaget på Reden, hvor han havde kommandoen over den gamle fregat Kronborg.

## Konstruktion
Hauch kan ses som en mindre udgave af de foregående seks kanonbåde af Thura-klassen. Den var bygget af jern, og de reducerede dimensioner betød, at der kun var plads til én kanon. Dampmaskinen var taget fra kanonbåden Støren, der netop var blevet udrangeret. Skibets glatløbede kanon havde ikke den store træfsikkerhed, og i 1864 blev den udskiftet med en mindre, men mere præcis 18 punds riflet forladekanon. Den gamle dampmaskine fra 1849 holdt til 1886, hvor den blev erstattet med en ny fra Burmeister & Wain. I slutningen af karrieren bestod Hauchs bevæbning af to små gamle glatløbede kanoner ("falkonetter"), der kunne bruges til at give varselsskud ved opgaverne med fiskeriinspektion.

## Tjeneste
Hauch blev også omtalt som "kommandofartøj", og dens første tjeneste var faktisk som kommandoskib for en eskadre af kanonbåde i juli 1863. Skibet var udrustet under hele den 2. slesvigske krig, men derefter lå det stille i over 15 år. Først i 1880 hejste Hauch kommando igen, og herefter gjorde det hvert år tjeneste som fiskeriinspektionsskib "inden for Skagen", typisk i perioden marts-november. Sidste kommando var i 1896, og skibet udgik af flådens tal 22. november 1900, og fik fjernet sit maskineri. Hauch blev solgt ved auktion i maj 1901, for 2.000 kroner. Fra 1885 var Hauch officielt benævnt som "opmålingsfartøj", men der er ingen efterretninger om, at det var udrustet til andet end de årlige inspektionsopgaver.

## Eksterne links
- Wikimedia Commons har flere filer relateret til Kanonbåden Hauch
- Hauchs kartotekskort i Den sorte Registrant. Bevaret på archive.org